# Delachauxiella lanata
Delachauxiella lanata is een eenoogkreeftjessoort uit de familie van de Canthocamptidae. De wetenschappelijke naam van de soort is voor het eerst geldig gepubliceerd in 1901 door Mrázek.